# Coldenhove
Coldenhove is een buurtschap en voormalig landgoed in de gemeente Brummen in de Nederlandse provincie Gelderland. De buurtschap ligt ten zuidwesten van Eerbeek. Tot en met 1817 was Coldenhove enige jaren een zelfstandige gemeente, op 1 januari 1818 ontstond de huidige gemeentegrens. In de 20e eeuw kwam er een papierfabriek en later een recreatiepark, beide 'Coldenhove' genaamd. 
Kasteel Coldenhove werd in 1700 gekocht door koning Willem III van Engeland, die sinds 1675 ook stadhouder was van het Hertogdom Gelre. Tijdens de verbouwing werd het in 1701 door brand verwoest. Het kasteel werd niet herbouwd omdat Willem III in 1702 overleed.
Op het landgoed werd in 1931 een kampeercentrum gevestigd door C.A. (Cor) Wolzak, die het terrein kocht van papierfabrikant W.A. Sanders. Rond het hoofdgebouw kwamen vakantiehuisjes. Gedurende de Tweede Wereldoorlog mochten geëvacueerden en onderduikers zoals verzetsmensen, Joden en geallieerde piloten gebruik van de huisjes maken. In 1956 verbleven er Hongaarse vluchtelingen. Daarna verkocht Wolzak het park aan Nill MY en later werd Landal GreenParks eigenaar.
Wolzak (1890-1968), die zaken deed in Nederlands-Indië, kwam uit Den Haag en woonde 's zomers in een huisje op de 'Taborberg' die deel uitmaakt van het park. Wolzak kreeg in 1947 de Medal of Freedom en in 1985 postuum de onderscheiding 'Rechtvaardigen onder de Volkeren' van Yad Vashem.
Dorpen: Brummen · Eerbeek · Empe · Hall · Leuvenheim

Buurtschappen: Broek · Coldenhove · Cortenoever · Oeken · Rhienderen · Tonden · Voorstonden

Gelderland: Steden en dorpen in Gelderland      Nederland: Provincies · Gemeenten